# Parafia wojskowa św. Ignacego Loyoli w Szczecinku
Parafia wojskowa pw. Świętego Ignacego Loyoli w Szczecinku - parafia należąca do dekanatu Inspektoratu Wsparcia Sił Zbrojnych, Ordynariatu Polowego Wojska Polskiego (do roku 2012 parafia należała do Pomorskiego Dekanatu Wojskowego).
Jej proboszczem jest ks. ppłk Zenon Sodzawiczny. Obsługiwana przez księży diecezjalnych. Erygowana 21 stycznia 1993. Siedziba parafii mieści się przy ulicy Myśliwskiej.